# AOL Mail
AOL Mail (иначе AIM Mail) — бесплатная веб-служба электронной почты, предоставляемая компанией AOL. Сервис иногда называют AIM Mail, где аббревиатура AIM обозначает AOL Instant Messenger (сервис AOL для мгновенного обмена сообщениями). Летом 2012 года AOL Mail претерпел изменения в интерфейсе, это было первое существенное обновление за 5 последних лет.

## Особенности
В AOL Mail есть следующие возможности, которые не требуют оплаты от пользователей:
- Неограниченная вместительность почтового ящика.
- Вложенный аттачмент в почту ограничивается 25 Мбайт[1].
- Срок на бездействие почтового ящика до 12 месяцев.
- Поддержка протоколов: POP3, SMTP, IMAP (аккаунты от Yahoo! Mail, но нет возможности связать с почтой AOL)[2].
- Связь с другими учётными записями электронной почты от других поставщиков веб-служб электронной почты (Gmail, Hotmail и другие).
- Реклама. Отображается всегда во время работы с учётной записи электронной почты. Встроенные ссылки в сообщения автоматически отключаются и могут быть активированы только по желанию владельца электронной почты.
- Защита от спама[3][4].
- Защита от вирусов[5].
- Проверка орфографии.
- AIM-панель с полным списком друзей, а также встроенными виджетами, которые показывают присутствие друзей в онлайн, а также ссылки-ярлыки на популярные веб-сайты, которые являются спонсорами AOL Instant Messenger.
- Возможность отправки электронных писем на другие AOL или AIM почтовый ящик.
- Почта с доменом @aol.com, ранее @love.com, @ygm.com (сокр. от англ. you’ve got mail), @games.com и @wow.com[2].

Для регистрации обязательно требуется номер телефона.

## AOL Project Phoenix
Это новая программа, созданная компанией AOL. В ней есть панель быстрого запуска электронной почты, текстовых сообщений, а также из неё можно отправить сообщения в AOL Instant Messenger. Она позволяет пользователю добавить в себя до 5 учётных записей. В другие возможности входит функция поиска, которая будет без проблем загружать фото, аттачменты, адреса и даты отправки электронных писем. В настоящее время она всё ещё проходит тестирование и может быть доступна для пробы только по приглашению.